# Destin (singolo)
Destin è una canzone della cantante canadese Céline Dion, registrata per il suo album francese D'eux (1995). Il brano uscì come singolo promozionale in Canada nel gennaio 1996. Come la maggior parte delle tracce del The French Album, la canzone è stata scritta e prodotta da Jean-Jacques Goldman. Per il singolo non fu realizzato alcun videoclip musicale.

## Successo radiofonico, pubblicazioni e interpretazioni dal vivo
Destin non fu distribuito sul mercato discografico, ma con il successo che l'album D'eux stava ottenendo le radio canadesi cominciarono a passarlo in radio, tanto che il singolo raggiunse la terza posizione della Quebec Airplay Chart. Destin entrò in classifica il 20 gennaio 1996 e vi rimase per trentasette settimane.
Il brano è apparso in seguito nel greatest hits On ne change pas, pubblicato da Céline nel 2005. Una versione live è stata inclusa nell'album Live à Paris, registrato durante il D'eux Tour. La Dion interpretò la canzone anche durante i concerti francofoni del suo Taking Chances World Tour del 2008-09 e incluse la registrazione della performance nel CD/DVD di Tournée mondiale Taking Chances: le spectacle. Il brano fu cantato da Céline Dion anche durante la sua storica esibizione davanti a 250.000 spettatori per il concerto celebrativo del 400º anniversario di Québec City, che fu registrato e pubblicato sul DVD di Céline sur les Plaines (2008). La cantante eseguì Destin anche durante la sua Tournée Européenne 2013; la performance avvenuta a Québec City è stata inclusa nel CD/DVD di Céline une seule fois / Live 2013.

## Formati e tracce
CD Singolo Promo (Canada)
1. Destin – 4:15 (Jean-Jacques Goldman)

## Classifiche
| Classifica (1996) | Posizione massima raggiunta |
| ----------------- | --------------------------- |
| Québec (ADISQ)    | 3                           |

## Crediti e personale
Personale
- Arrangiato da - Erick Benzi
- Ingegnere del suono - Denis Savage
- Musica di - Jean-Jacques Goldman
- Orchestrato da - Scott Price
- Produttore - Jean-Jacques Goldman
- Programmato da - Erick Benzi
- Testi di - Jean-Jacques Goldman